# Norman Judd
Frederick Norman Judd (Dublino, 6 aprile 1904 – Dublino, 19 novembre 1980) è stato un pallanuotista irlandese.
Ha fatto parte dell'Irlanda, che ha partecipato, nel torneo di pallanuoto, ai Giochi di Amsterdam 1928.